# William Bennett Munro
William Bennett Munro (1875-1957), généralement connu comme William B. Munro, est un historien et spécialiste canadien des sciences humaines et sociales, né à Almonte (Ontario) et mort le 4 septembre 1957 à Pasadena (Californie).

## Biographie
Munro était partisan de l'eugénisme.

## Publications
Les œuvres de Munro sont en anglais.
- 1900 The droit de banalité during the French régime in Canada
- 1904 The Revolution
- 1905 « Canada and British North America », The history of North America, vol. 11
- 1906 « The office of intendant in New France : a study in French Colonial policy »", dans The American Historical Review, vol. 12[1]
- 1907 Some Merits and Defects of the French Colonial System
- 1907 The seigniorial system in Canada : a study in French colonial policy
- 1907 The Galveston Plan of City Government
- 1908 Documents Relating to Seigneurial Tenure in Canada, 1598-1894, as part of the Champlain Society's General Series [2]
- 1909 « The custom of Paris in the New World », tiré-à-part d'une contribution à la Juristische Festgabe des Auslandes zu Josef Kohlers 60. Geburtstag[3]La coutume de Paris était, de toutes les « coutumes » de France, le droit appliqué en Nouvelle-France.
- 1912 The Initiative, Referendum and Recall
- 1914 Selections from the Federalist, édition et introduction
- 1915 A Bibliography of Municipal Government in the United States
- 1915 The seigneurs of old Canada : a chronicle of New-World feudalism — Version audio
- 1918 Crusaders of New France: a chronicle of the Fleur-de-lis in the wilderness
- 1919 (avec Samuel Orace Dunn, John Martin, et Delos Franklin Wilcox) Public Ownership of Public Utilities 1919
- 1919 Government of the United States (5 éditions, 2 changements de titre jusqu'à 1946)
- 1926 A selected bibliography on municipal government in Great Britain
- 1927 The Money Power in Politics
- 1927 The Resurgence of Autocracy
- 1928 The Invisible Government, and Personality in Politics
- 1929 American Influences on Canadian Government
- 1930 American Government To-day
- 1931 The Government of Europe: Supplement
- 1932 The Significance of Our State and Local Elections
- 1932 The Government of European Cities
- 1934 Municipal Administration
- 1935 The New Philippine Commonwealth

## Compléments